# American Top Team
L’American Top Team (ATT) è uno dei più importanti team di arti marziali miste. Venne fondato a Coconut Creek negli Stati Uniti dagli ex membri del Brazilian Top Team Ricardo Liborio, Conan Silveira e Marcelo Silveira; oltre alla sede principale ci sono palestre sparse in tutti gli Stati Uniti.
I membri di questo team lottano o hanno lottato nelle più importanti promozioni di MMA del mondo, tra cui Ultimate Fighting Championship (UFC), Pride FC, Dream, K-1, Strikeforce e Bellator.
A questo team, inoltre, appartiene il primo lottatore italiano entrato a far parte del roster della UFC, ovvero Alessio Sakara, a cui seguirono Mara Romero Borella e Marvin Vettori.

## Atleti di rilievo
- Robbie Lawler - campione dei pesi welter UFC
- Tyron Woodley - campione dei pesi welter UFC
- Mark Hunt - vincitore del K-1 World Grand Prix 2001
- Mike Brown - campione dei pesi piuma WEC
- Brian Bowles - campione dei pesi gallo WEC
- Hector Lombard - campione dei pesi medi Bellator
- Douglas Lima - campione dei pesi welter Bellator
- Will Brooks - campione dei pesi leggeri Bellator
- Jessica Aguilar - campionessa dei pesi paglia WSOF
- Antônio Silva - campione dei pesi supermassimi Cage Warriors
- Jeff Monson - campione dei pesi massimi Cage Warriors
- Marcelo Garcia - pluricampione dei tornei ADCC di submission wrestling
- Yoel Romero
- Dennis Kang
- Jorge Masvidal
- Alessio Sakara
- Marvin Vettori
- Gleison Tibau
- Cole Miller
- Brad Pickett
- Glover Teixeira
- Yves Edwards
- Thiago Alves
- Bobby Lashley
- Tecia Torres
- Dustin Poirier
- George Sotiropoulos
- Melvin Guillard
- Mariusz Pudzianowski
- Joanna Jędrzejczyk